# نفس‌گیر (فیلم)
نفس‌گیر فیلمی به کارگردانی محمود کوشان و نویسندگی حسن رفیعی محصول سال ۱۳۵۷ است.

## داستان
قاچاقچی سابقه داری به نام «صادق سرداری» (رضا بیک‌ایمانوردی) با همسرش «پروانه» (زرینه) زندگی می‌کند. او در قاچاق با «حیدر» (یدی) و «باقر» (حسن رضایی) شریک است. «احمد پژمان» (شهروز رامتین)، فرمانده جدید پاسگاه، که با همسرش «خاطره» (شیلا موسوی) تازه به منطقه منتقل شده‌است، موقع تعقیب «صادق» زخمی می‌شود. «صادق» و «باقر» او را به بیمارستان می‌رسانند و توسط مأموران دستگیر می‌شوند. «صادق» در دادگاه تبرئه و «باقر» متهم می‌شود. «صادق» در درگیری دیگری موقع فرار همسرش را از دست می‌دهد و فرزندی را که همسرش قبل از مرگ به دنیا آورده به «احمد» می‌سپارد و به زندان می‌رود. «صادق» ده سال بعد آزاد می‌شود و به سراغ فرزندش «صادق» می‌رود. «احمد» او را مجاب می‌کند که «بهزاد» نزد او و همسرش خوشبخت است. «صادق» قبل از دستگیری مبلغ دویست هزار تومان پول به «حیدر» داده که از آن را مطالبه می‌کند. «حیدر» از پرداخت پول طفره می‌رود و «بهزاد» را گروگان می‌گیرد. «صادق» و «احمد» با او درگیر مشوند و «صادق» با ضربهٔ چاقوی «حیدر» زخمی می‌شود و در آغوش «احمد» جان می‌دهد.

## بازیگران
- رضا بیک ایمانوردی
- شهروز رامتین
- شیلا موسوی
- زرینه
- پروین سلیمانی
- حبیب
- یدالله محمدی‌نژاد
- لیلا
- عاطفه کریمی
- حسن رضایی